# Никољдан
Никољдан је празник Српске православне цркве који се слави 19. децембра по грегоријанском календару (тј. 6. децембра по јулијанском календару) и посвећен је Светом Николи, епископу Мире Ликијске.
Никољдан је најчешћа крсна слава код Срба. Истраживање је показало да од свих Срба који славе, 30% њих славе ову славу. По једном податку из 1939, у Београду, са Земуном и Панчевом, било је 73.605 свечара, из чега је закључено да је "заиста тачно да пола Београда слави светог Николу".
Свети Никола је рођен у граду Патари у Ликији као јединац угледних и богатих родитеља. Духовни живот је започео у манастиру Нови Сион. После смрти својих родитеља вођен чудним небеским гласом кренуо је да шири веру, правду и милосрђе.
Празник Никољдан је у црквеном календару уписан црвеним словима као: Свети Николај, архиепископ мирликијски Чудотворац – Никољдан. Празник Светог Николе је један од највећих храмовних и породичних празника у српском народу, а сам светац је заштитник путника, морепловаца, морнара, лађара, рибара, воденичара, трговаца, пекара, стрелаца, сиротиње, дјеце и студената.
У никољданским обредима избијају црте свеца као родовског и породичног покровитеља (мушки празници „светец“, „оброк“, „намесник“, „служба“), покровитеље стасалих девојака (обичај жртвовања цвећа и поклона икони Св. Николе).
На овај празник 1905. године усвојен је Никољдански Устав Књажевине Црне Горе и Брда, а на исти празник 1991. године   уставотворна скупштина усвојила је Устав Републике Српске Крајине.